# Cuisine khmère
 (mars 2017).
Si vous disposez d'ouvrages ou d'articles de référence ou si vous connaissez des sites web de qualité traitant du thème abordé ici, merci de compléter l'article en donnant les références utiles à sa vérifiabilité et en les liant à la section « Notes et références ».

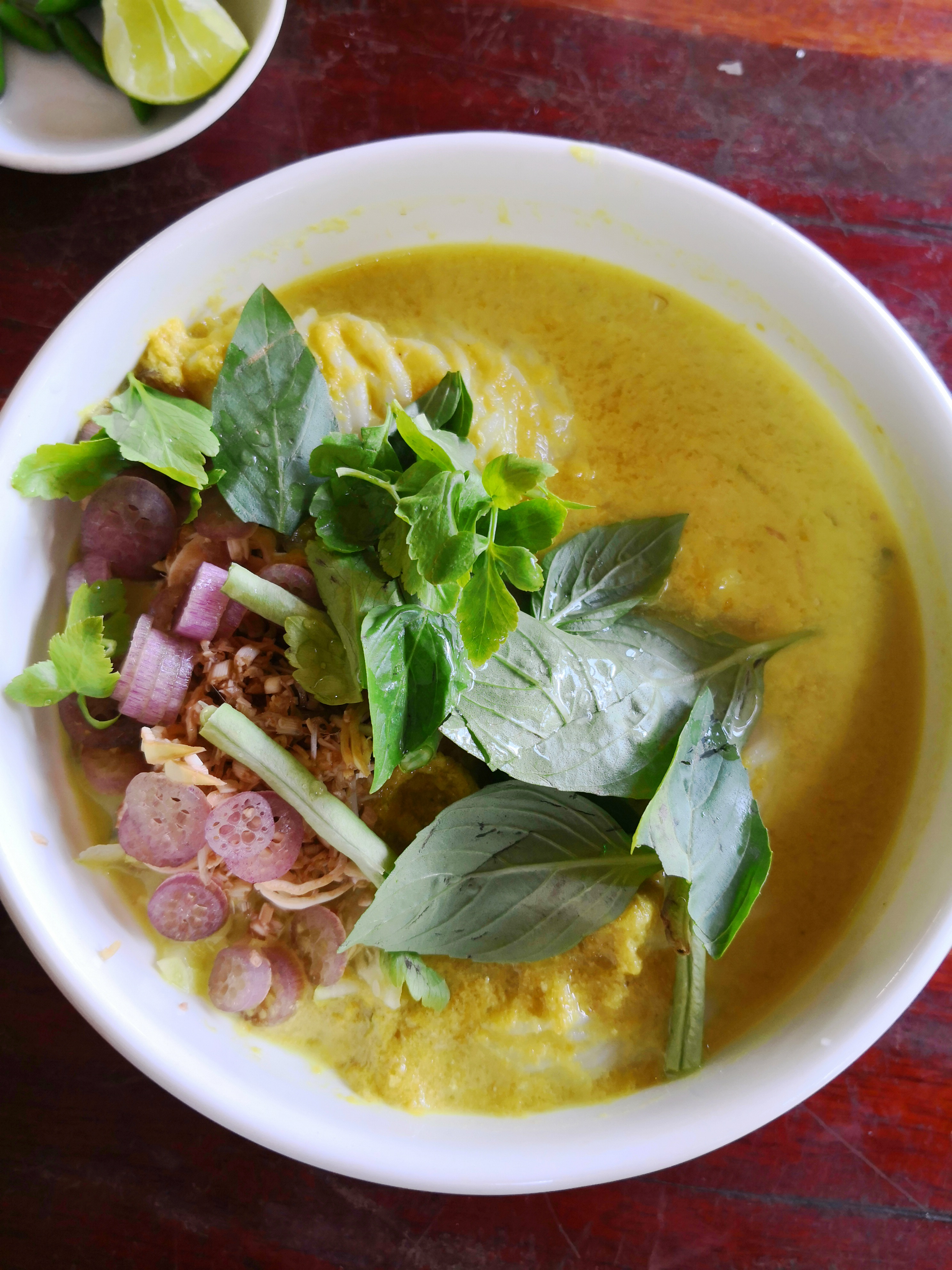
Nom banhchok samlor khmer (នំបញ្ចុកសម្លរខ្មែរ), la soupe de poisson au lait de coco et vermicelles de riz fermenté.

La cuisine khmère ou cuisine cambodgienne, comme la culture de ce peuple, se trouve au carrefour de deux influences, à savoir le monde indien et la civilisation chinoise. Elle a su néanmoins développer un caractère spécifique grâce à la maîtrise de son environnement (du système fluvial avec eau douce et mer salée comme de l'agriculture en saison sèche et saison des moussons). À travers sa diaspora, sa saveur unique commence à être connue dans le monde.
Elle se déguste dans différents lieux allant des petites échoppes aux restaurants élégants du centre de Phnom Penh.

## Cuisines du Cambodge
La cuisine du Cambodge se répertorie en trois catégories :
- la cuisine traditionnelle rurale, plus ancienne et ayant développé une gastronomie typique sur une terre au climat tropical entourée de grandes étendues d'eaux, qu'on retrouve chez les Khmers du Cambodge, de Thaïlande et du Vietnam.
- la cuisine traditionnelle de cour, plus élaborée, autrefois réservée aux membres de la famille royale cambodgienne.
- la cuisine urbaine, plus récente et diversifiée par des saveurs étrangères (influences chinoise, cham, viet, etc.).

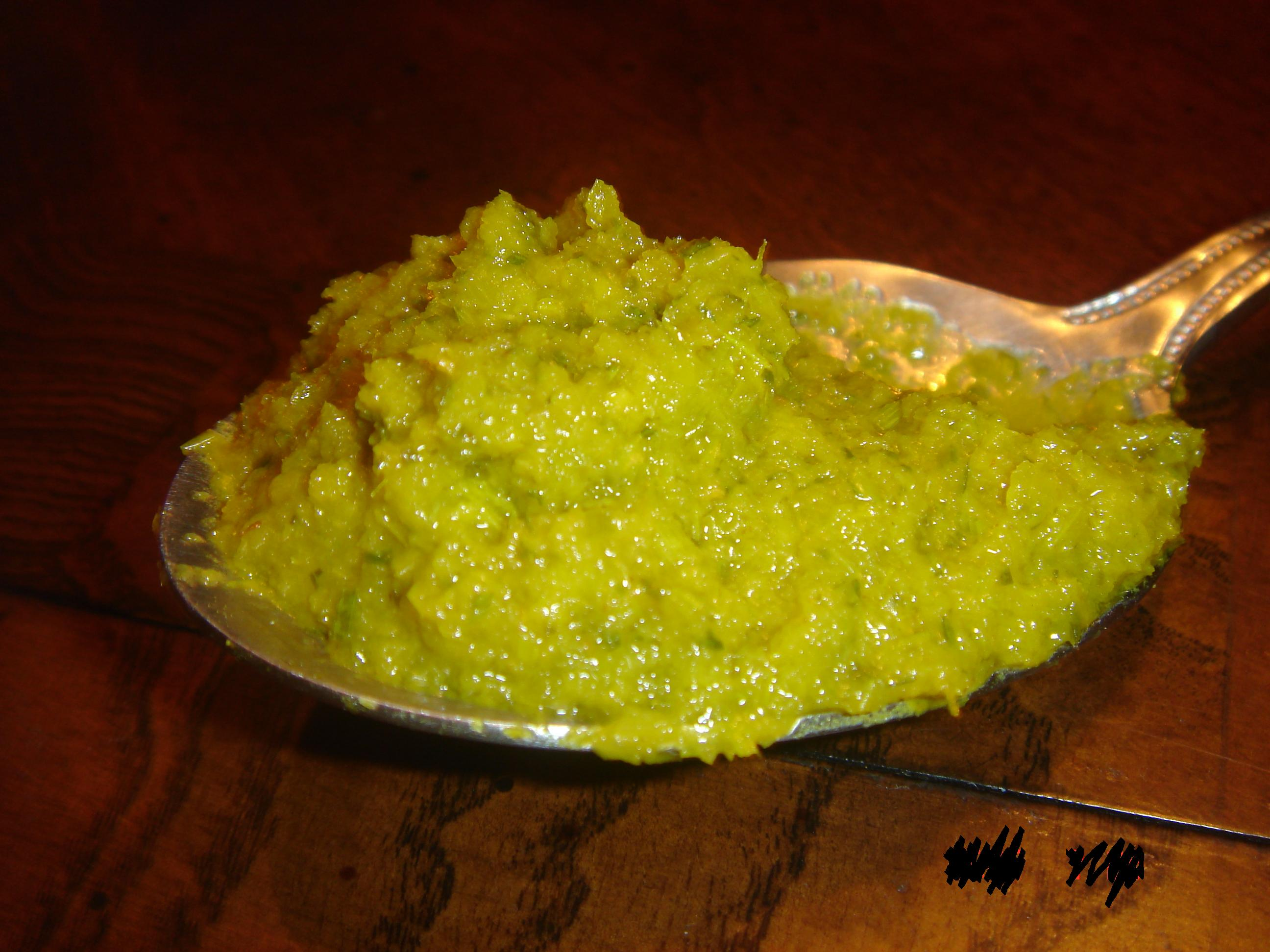
Kroeung, la pâte de curry khmère.

Sa cuisine a intégré, au contact des pays dont elle a subi l'influence : 
- la sauce de soja, les pâtes et la sauce d'huître qui viennent de Chine ;
- la sauce de poisson qui vient de l'ancien Royaume de Champa (et non du Vietnam ou de la Thaïlande ; le mot courant en Occident utilise sa traduction en vietnamien : nuoc mâm et en thaï : nam pla, ce qui induit en erreur géographique d'origine)[2],[3] ;
- le curry qui émane de l'Inde ; ce qui distingue les différents types de currys khmers appelés kroeung sont leurs combinaisons d'épices, d'herbes et racines exclusivement fraîches, contrairement à l'indien qui lie des produits séchés.

La présence d'une forte communauté chinoise, surtout arrivée lors des guerres de l'opium et des guerres sino-japonaises, a eu une grande influence sur la gastronomie des villes. 
Ont été introduits des ingrédients utilisés dans les cuisines han chinoises (de Chaozhou, cantonaise, du Fujian, hainanaise, des Hakkas). Ces diasporas ont également fait connaître certains de leurs plats ancestraux par les vendeurs ambulants et restaurateurs.
- L'ethnie Han chinoise (柬埔寨汉族 ; 柬埔寨华人 ; ហាន់ចិនកម្ពុជា).

- Du dialecte  teochew (柬埔寨潮州 ; ចិនទាជីវកម្ពុជា) originaire des villes-préfectures de Chaozhou, Jieyang et Shantou, de la région du Chaoshan dans la province du Guangdong en Chine, qui a créé dans la capitale le kuyteav Phnom Penh (en teochew : 金邊粿條 ; khmer : គុយទាវភ្នំពេញ ; vietnamien : hủ tiếu Nam Vang) : soupe de nouilles de riz shahe fen, au cœur, foie, viande, porc haché, crevettes et œuf de caille.

Leurs brioches aux feuilles d'ail (gu chai gue : 韭菜粿 ; nom kachai : នំកាឆាយ) et leurs rouleaux au crabe et au jujube en peau de tofu (hei zho : 虾枣 ; hoi keung : ហ៊ូគ្នឹង) sont vendus dans les marchés des grandes villes par leurs descendants.

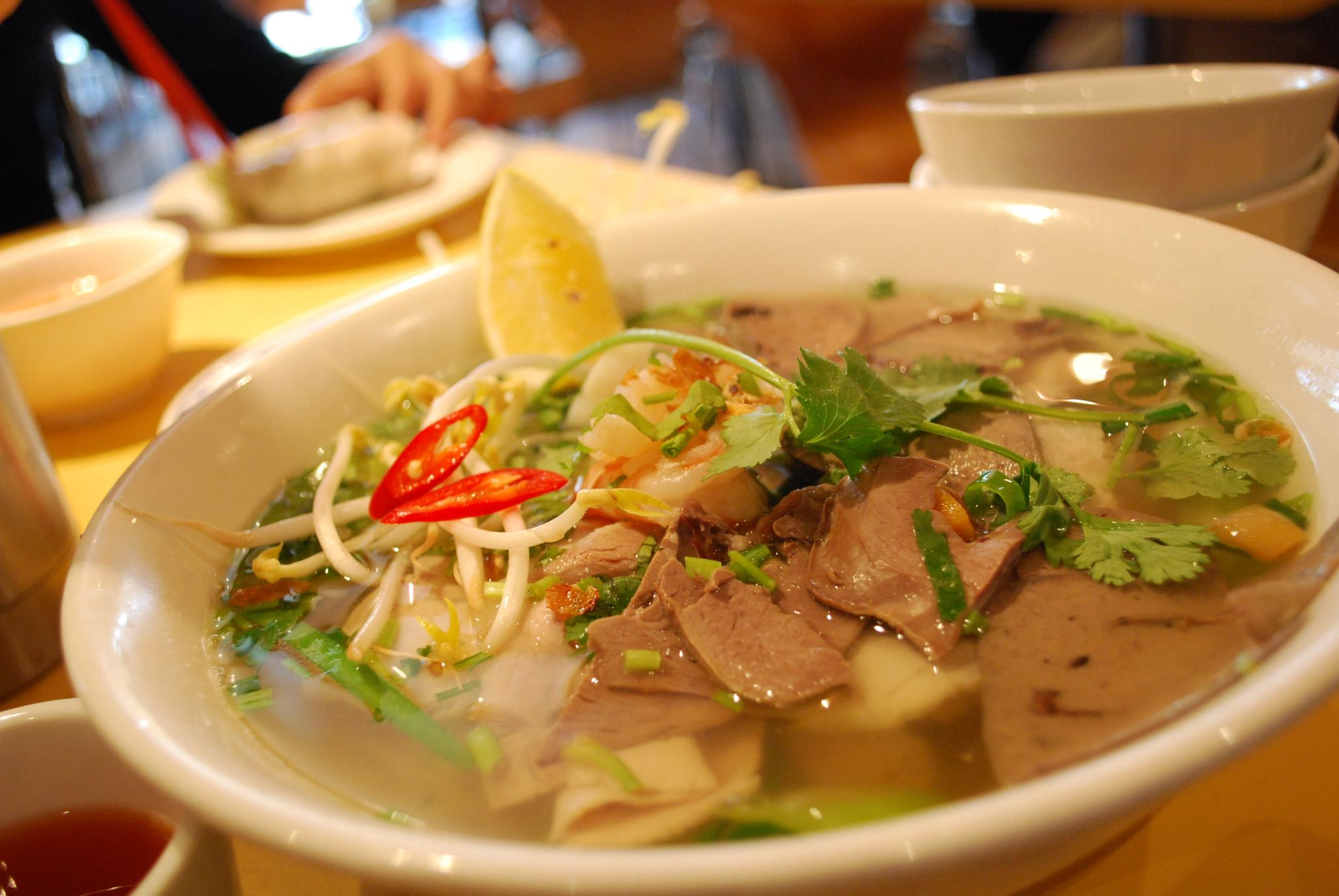
Kuyteav Phnom Penh (金邊粿條 ; គុយទាវភ្នំពេញ), soupe teochew-han chinoise de nouilles de riz au porc et crevettes.

- Du dialecte hokkien -minnan (柬埔寨福建人 ; ចិនហុកគៀនកម្ពុជា) originaire des villes-préfectures de Quanzhou et Xiamen, dans la province de Fujian en Chine qui a créé le nom kiev pao Kampot[4] (en hokkien : 貢布餃子) du nom de la province côtière: de grosses ravioles translucides à la farine de riz cuites à la vapeur en forme de bourses/brioches, farcies d'un hachis de porc-crevettes, œuf de cane, pousses de bambou, champignons noirs et cébette. On le sert avec de l'échalote frite et de la sauce de poisson sucrée-vinaigrée. Le nom de Kiev Kampot (គាវកំពត) est également utilisé.

Leur soupe de nouilles de blé aux raviolis wonton mee kiev est extrêmement populaire.
- Du dialecte cantonais (ចិនកាតាំងកម្ពុជា ; 中國粵語柬埔寨) originaire des villes-préfectures de Dongguan, Foshan et Guangzhou, dans la province du Guangdong en Chine.

Leurs nouilles de riz shahe fen sautées au bœuf beef chow fun (乾炒牛河 ; 干炒牛河) traduit en mee Katang (មីកាតាំង) ; leur riz cantonais sauté à la saucisse sucrée et aux fruits de mer baï chhar katang (បាយឆាកាតាំង ; 揚州炒飯 ; 扬州炒饭) et leurs bouchées à la vapeur dimsum (ឌីមសាំ ; 點心) sont trouvables dans les grandes villes.
- du dialecte hakka (ចិនហាកាកម្ពុជា ; 柬埔寨客家話 ; 柬埔寨客家话) originaire des villes-préfectures de Heyuan et Meizhou, dans la province du Guangdong en Chine.

Leurs bee tai bak (米筛目 ; 米篩目) traduit en lot chhar (លតឆា) : des pâtes à la farine de riz et tapioca (manioc) en forme de queue de rat façonnées à la main ou grâce à une râpe spéciale ; sautées à la sauce de soja sucrée, poivre de Kampot, aux feuilles d'ail, pousses de haricots mungo (soja) ; servi avec un œuf au plat et de la sauce sucrée-vinaigrée sont trouvables dans tout le pays.

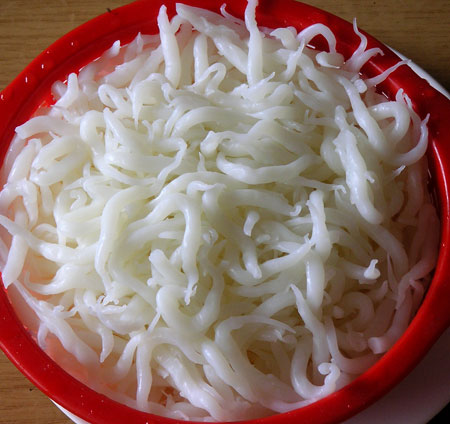
米筛目 Bee tai bak ou Lot (លត), pâtes de riz hakka-han chinois de Meizhou.

- Influence également de la minorité Cham (ចាមកម្ពុជា) à majorité musulmane, originaire de l'ancien royaume de Champa (actuel centre du Vietnam), qui a créé au Cambodge le cari saraman (ការីសារ៉ាម៉ាន់)[5] : soupe de curry cham au lait de coco à la viande de bœuf, d'agneau ou de chèvre.

Le har pak (ហាបាក), un beignet tressé en forme de fleurs confectionné pour toutes les cérémonies cham, traduit en nom phka cham (នំផ្កាចាម) est trouvable dans les marchés.
La sauce de poisson inventée par les chams est consommée dans tout le Cambodge et pays voisins.
- Influence de la minorité Kola (កុឡា), reliée au peuple Shan originaire du Myanmar, qui a créé dans la province de Battambang le fameux mee Kola (មីកុឡា)[6] parfois retranscrit kuyteav Kola (គុយទាវកុឡា) : nouilles de riz à la sauce de soja sucrée cuites à la vapeur, aux crevettes séchées pilées, à l'œuf de cane dur et légumes marinés.

- Influence de la minorité Viêt/Kinh. On trouve depuis, de la soupe phở au bœuf et du bánh hỏi dans les grandes villes.

- On trouve aujourd'hui dans les grandes villes du pain français de type baguette, traduit en nom pang (នំប៉័ង) et servi en sandwich chaud. On le garni : d'une "mayonnaise" revisitée à la khmère (jaunes d'oeufs de poule battus à l'huile et au sucre ; donc sans graines de moutarde, sel et vinaigre) ; de salade de papaye verte vinaigrée ; concombre en tranches ; cébette et coriandre.

Pour la viande, on y ajoute soit du boeuf en brochettes (possible autres bovins et agneau) mariné au kroeung et lait de coco. Mais aussi du porc en trois façons, en mortadelle cuit dans des feuilles de bananier appelé pâté ; de la poitrine marinée au sucre de palme (ou du miel) et poivre de Kampot ; des boulettes de porc-crevettes au jicama et lait de coco.

## Repas de base
Le repas typique khmer est constitué d’une soupe (les soupes sont différenciées en trois genres, samlor: soupe consommée avec du riz; soup: soupe consommée telle quelle; sgnor: bouillon destiné à être mangé avec du riz), d’un poisson frit ou grillé et de quelques autres petits plats, le tout servi avec du riz blanc parfumé du Cambodge. 
Des fruits frais épluchés et joliment découpés sont préférés en fin de chaque repas avec une boisson chaude.
Les fruits non mûrs à croquer accompagnés d'un condiment pilé; les fruits frais ou séchés; les noix de cajou grillées; maïs grillés, etc. sont des encas très populaires.
Il y a une multitude de desserts, mais on les déguste généralement à l'heure du goûter ou pendant les fêtes. Ils peuvent être cuisinés : au four traditionnel ou dans des poêles spécifiques; à la vapeur; dans de l'eau; frits; grillés dans des feuilles de bananier. 
Des fruits ou racines (d'igname, manioc, patate douce, taro) peuvent être consommés grillés nature ou cuits avec du lait de coco, du sucre de palme, des épices, feuilles de pandanus et graines de sésame grillées. Mais également transformés en beignets (avec cet assaisonnement). 
Pour les pâtisseries, on utilise toujours du lait de coco, du sucre de palme (ou de canne ou du miel) et des fruits avec soit différents types de farines :
- de la farine de riz blanc ou gluant;
- de la farine ou fécule de manioc (tapioca);
- de la fécule de sagou ;
- de la fécule de haricot mungo ;
- de la poudre d'agar-agar.

Soit des céréales non transformés en farine comme :
- le riz gluant blanc ou rouge;
- les flocons de riz long grain pilés.

## Condiments
- Sauce de poisson (ទឹកត្រី)
- Pâte de crevettes (កាពិ).
- Sauce de soja (ទឹកស៊ីអ៊ីវ).
- Sauce d'huître (ព្រេងខ្យង).

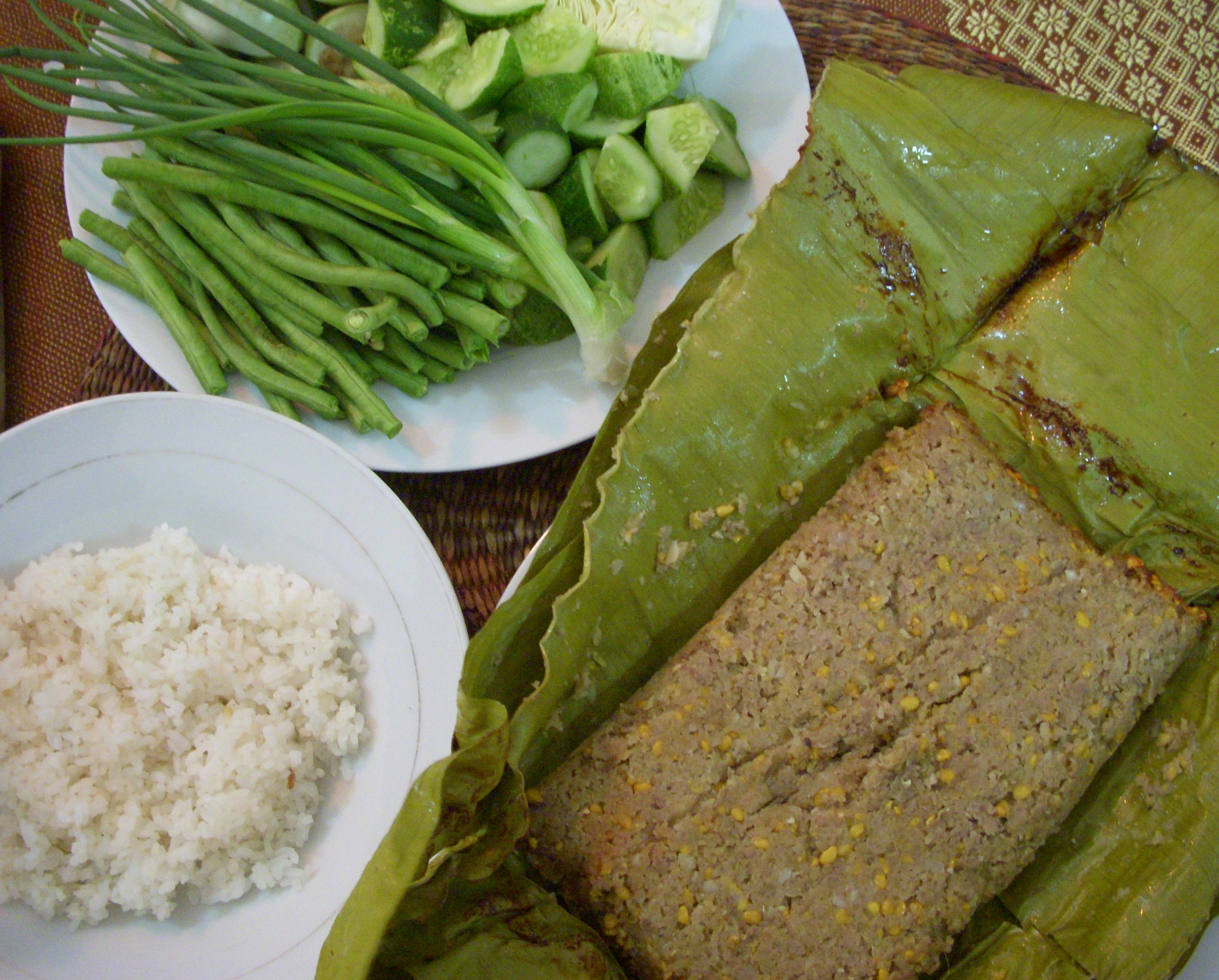
Du prahok haché avec des arômates cuit dans des feuilles de bananier et servi avec du riz et des légumes.

- Prahok (ប្រហុក): pâte de poisson fermenté khmère.

## Soupes
- Samlor korko (សម្លរកកូរ): le ragoût de fruits, légumes, viandes et herbacées à base de poitrine de porc et poisson, prahok, kroeung, Boesenbergia rotunda, bananes vertes et papaye verte en lamelles, potiron, aubergines longues, aubergines pommes et aubergines pois, d'épinards, de basilic sacré Ocimum tenuiflorum, de Luffa, de concombre amer, de feuilles de moutarde, de haricots kilomètre, de feuilles de Coccinia grandis et riz grillé pilé en poudre.

- Samlor machu kroeung sach ko (សម្លរម្ជូរគ្រឿងសាច់គោ): la soupe de bœuf braisé au kroeung, prahok, tamarin, liserons d’eau, aubergines pommes, jamalac séché (cheumpo, ជម្ពូ). Des feuilles d'ambulie aromatique (ma'om, ម្អម) peuvent être ajoutées en fin de cuisson.

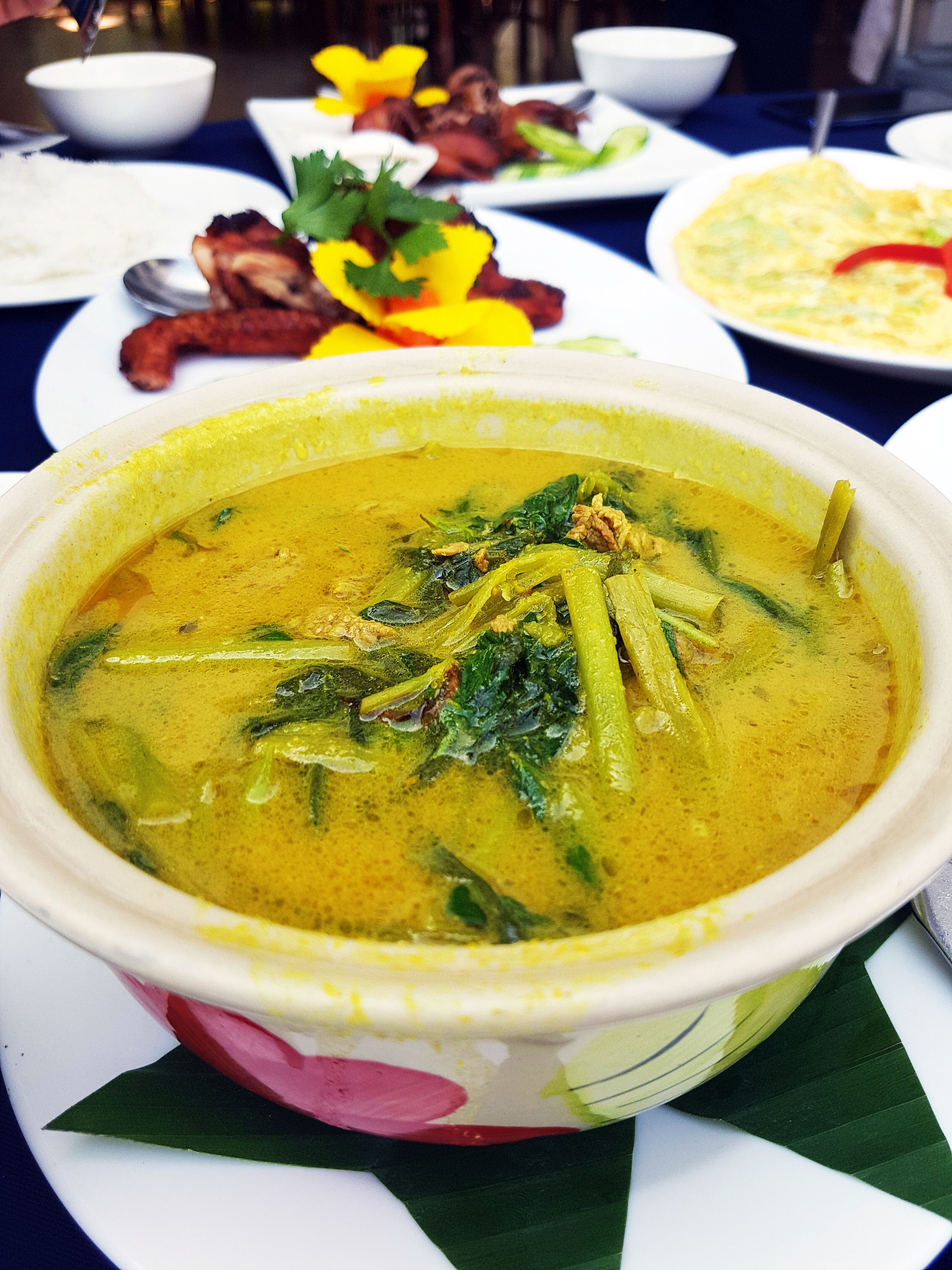
Samlor machu kroeung (សម្លរម្ជូរគ្រឿង), la soupe de bœuf au kroeung et au tamarin.

- Samlor prahar tropaeng (សម្លរប្រហើរត្រពាំង): soupe de poisson et pousses de bambou aux brisures de poisson fumé (trey chh'aa, ត្រីឆ្អើ), lait de coco, poisson séché salé (trey nheat, ត្រីងៀត), prahok, ail, cébette, citronnelle, galanga, feuilles de citron kaffir, sauce de poisson, sucre de palme, feuilles de Momordica charantia, feuilles de Sauropus androgynus et d'acacia penné (ស្អំ).

- Samlor machu yuon (សម្លរម្ជូរយួន): soupe fruitée de poisson et crustacés, au prahok, tamarin, ail, cébette, ananas, tomates mûres, citronnelle, galanga, feuilles de citron kaffir, tiges de lotus, chayote, courge cireuse et ambulie aromatique (ម្អម). Plat d'inspiration vietnamienne.

- Samlor machu srae (សម្លម្ជូរស្រែ): soupe de poisson aux brisures de poisson fumé (trey chh'aa, ត្រីឆ្អើ), au prahok, chair et jus de petits crabes pilés, poisson séché salé (trey nheat, ត្រីងៀត), tamarin, galanga, ail, citronnelle, cébette, feuilles de citron kaffir, liserons d'eau ou feuilles de moutarde, papaye verte en lamelles, tiges de nymphéacées et ambulie aromatique.

- Samlor ktis (សម្លរខ្ទិះ): soupe de poulet, de pintade ou de porc au kroeung, lait de coco, prahok, basilic asiatique, aubergines pommes et aubergines pois, ananas, pâte de piments séchés, des haricots kilomètre et pousses de bambou.

- Sngor chruok moan (ស្ងោរជ្រក់មាន់): soupe acidulée de poulet parfumée à la citronnelle, au galanga, aux feuilles de kaffir, jus de citron et sauce de poisson. On ajoute des pousses de haricot mungo, cébette et coriandre émincée avant de servir. On peut accompagner ce plat d'une sauce pilée à la cébette, coriandre, gingembre, sucre de palme, jus de citron et sauce de soja salée.

- Sngor nham nheuw (ស្ងោរងាំងូវ): soupe de canard au citron vert en saumure et son jus, champignons et sauce de poisson. On ajoute de la cébette et de l’ail frit avant de servir.

## Curry
- Amok trey (អាម៉ុកត្រី): soufflé khmer de poisson d'eau douce, crée dans la province de Battambang au: kroeung, Boesenbergia rotunda, crème de coco et œuf battu. Sur des cocottes en feuilles de bananier ou dans une noix de coco fraîche, des feuilles de Morinda citrifolia sont tapissées, puis est versé l'appareil pour une cuisson à la vapeur. La recette originelle ne se fait qu'avec de la chair de poisson d'eau douce. À servir avec du riz parfumé du Cambodge et des crudités ou une salade ou des légumes cuits. On peut trouver ce plat en Thaïlande traduit sous le nom ho mok pla en thaï et vendu par des cuisiniers thaïlandais de l'ethnie khmère du Nord originaire de l'Isan.

- Samlor cari khmer (សម្លរការីខ្មែរ): soupe de curry khmer à la volaille (canard ou coq), cœur de volaille, kapeek, kroeung, Boesenbergia rotunda pilé, fruits de coriandre, cumin, pâte de piments séchés, bâtonnets de cannelle, anis étoilé, feuilles de citron kaffir, citronnelle, sauce de poisson, lait de coco, taro ou igname, patate douce orange, pousses de bambou et haricots kilomètre. À servir avec du jus de citron, concombre en julienne et vermicelles de riz nom banhchok ou riz parfumé du Cambodge ou pain français.

- Samlor cari saraman (សម្លរការីសារ៉ាម៉ាន់): soupe de curry cham à la viande de bœuf, d'agneau ou de chèvre, kapeek et lait de coco servi lors de cérémonies. On y dépose généralement quelques cacahuètes ou noix de cajou grillées sur le plat avant de servir avec des crudités et du riz parfumé du Cambodge ou vermicelles de riz nom banhchok ou roti canai.

## Autres plats

### Sucrés-Salés
- Khor beukang (ខបង្កង): gambas caramélisées au sucre de palme, à la sauce soja épaisse noire et sauce de poisson, ail et gingembre pilés, jus de coco, bâtonnet de cannelle, anis étoilé. À servir avec du riz du Cambodge ou des vermicelles transparents à base de farine de haricots mungo appelés mee suor ou de farine de manioc (tapioca) appelée tanghon.

- Khor sach chrouk (ខសាច់ជ្រូក): porc caramélisé au sucre de palme, grains de poivre de Kampot pilé à l'ail, jus de coco, bâtonnet de cannelle, anis étoilé, pousses de bambou et œufs durs de cane à la sauce de soja épaisse noire et sauce de poisson, servi avec des feuilles de moutarde en saumure (chruok spey) ou concombre en saumure (chruok trasaoch), de la mangue verte râpée et du riz du Cambodge.

- Khor trey (ខត្រី): poisson caramélisé au sucre de palme sur lit de cœur d'ananas aux tomates mûres et chair d'ananas, bâtonnet de cannelle, anis étoilé, jus de coco, grains de poivre de Kampot pilé à l'ail, sauce soja noire épaisse, sauce de poisson, ail frit et riz du Cambodge. Recette originaire de la province de Koh Kong.

- Khor sach tea (ខសាច់ទា): canard caramélisé au sucre de palme avec champignons parfumés, bâtonnet de cannelle, anis étoilé, jus de coco, poivre de Kampot pilé à l'ail, sauce de poisson et sauce de soja noire épaisse, à servir avec de la mangue verte râpée et du riz du Cambodge.

### Sautés
- Chhar trakuon (ឆាត្រកួន): sauté de liserons d’eau.

- Chhar kdao (ឆាក្តៅ): sauté de volaille au kroeung, Ocimum tenuiflorum appelé plus communément « basilic sacré », aubergines pommes, aubergines pois, tamarin et piments doux verts.

- Chhar kdam merech Kampot (ឆាក្តាមម្រេចកំពត): crabe au poivre vert de Kampot et oignons. Il existe deux autres variantes, le chhar kroeung kdam (ឆាគ្រឿងក្តាម) au curry khmer et lait de coco, et le chhar kdam kngey au gingembre.

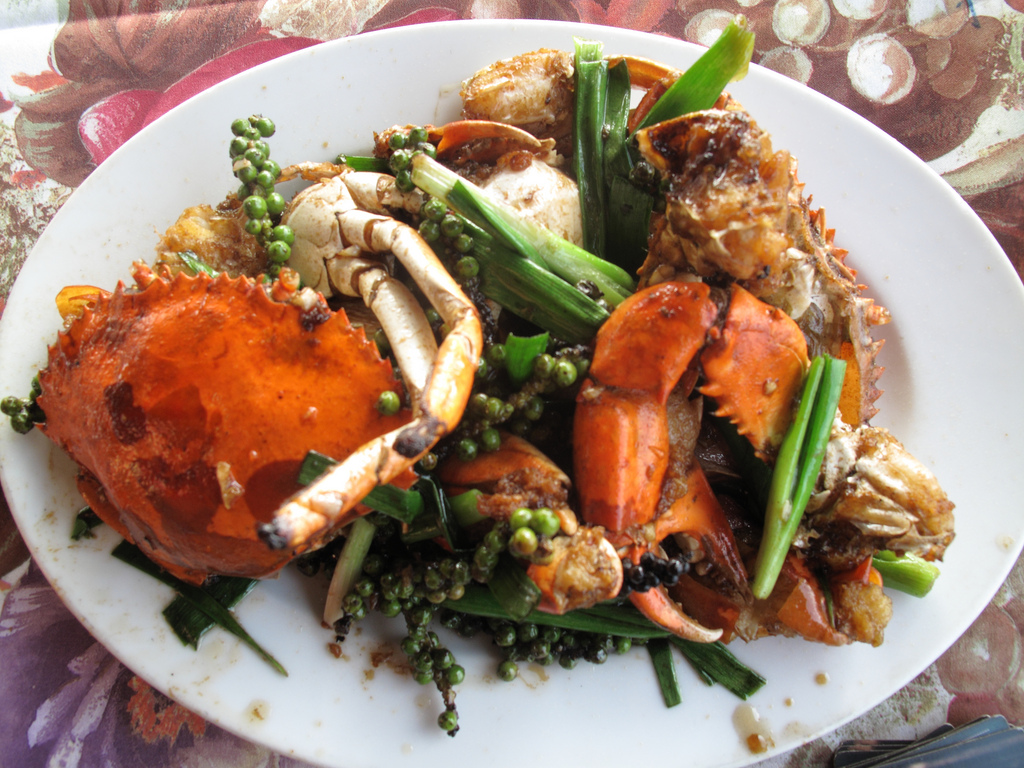
Chhar kdam merech Kampot ឆាក្តាមម្រេចកំពត, crabe au poivre vert de Kampot.

- Chhar kngey sach moan (ឆាខ្ញីសាច់មាន់): sauté de gingembre à la viande de poulet ou pintade et cœur de volaille. Sa variante chhar kngey kangkeb (ឆាខ្ញីកង្កែប) est cuisinée à la chair de grenouille. À servir avec du riz parfumé du Cambodge brun complet.

- Trey chean chuon (ត្រីចៀនជួន): poisson en friture et son sauté de gingembre émincé dans une sauce au tamarin.

### Trempettes
- Nataing, natang ou natin diffère selon l'accent régional (ណាតាំង): trempette de porc haché et gambas au lait de coco, curcuma, clous de girofle, beurre d'arachides (cacahuètes), sauce de poisson ou kapeek, sucre de palme et garnie de coriandre. Accompagnée de galettes de riz, crudités et jeunes fruits.
- Prahok ktis (ប្រហុកខ្ទិះ): trempette de porc haché au kroeung, prahok, brisures de poisson fumé (trey chh'aa, ត្រីឆ្អើ), sucre de palme, aubergines pois, ails grillés et lait de coco. Accompagnée d'un Fichiert de jus de citron, jeunes fruits, crudités, légumes cuits et riz parfumé du Cambodge.
- Teuk kroeung (ទឹកគ្រឿង): trempette de poisson cuit pilé au jus de citron, prahok, ail, aubergines pois grillées et cacahuètes. Accompagnée de jeunes fruits, crudités, légumes cuits et riz parfumé du Cambodge.
- Bok kantuoy hes battambang (បុកកន្ទុយហេសបាត់ដំបង): trempette de poisson fumé (trey chh'aa, ត្រីឆ្អើ) pilé à l'ail, au tamarin, au prahok et aux aubergines pois. Accompagnée de jeunes fruits, légumes cuits, crudités et riz parfumé du Cambodge. Plat originaire de la province de Battambang.
- Kapeek poew (កាពិផាវ): trempette de porc haché et crevettes séchées pilées à la pâte de crevettes kapeek, à l'ail et échalotes grillées, au sucre de palme et au tamarin. Accompagnée de crudités, jeunes fruits et riz parfumé du Cambodge.
- Teuk prahok (ទឹកប្រហុក): sauce trempette pour viande de bœuf et agneau grillées, légumes cuits, crudités et herbes aromatiques. Accompagnée de riz parfumé du Cambodge.

## Riz
- Nom krok : crêpes épaisses de riz et coco cuites dans des moules demi-sphériques appelées krok, servies avec du teuk trey p'haem au lait de coco.

- Krolan (ក្រឡាន) : riz gluant cuit dans une tige de bambou. Un mets des tribus indigènes Khmer Chuncheat Daerm Pheaktech (ជនជាតិដើមភាគតិច) ou Khmer Loeu, au lait de coco, sucre de palme et haricots rouges ou noirs.

- Baï chhar (បាយឆា) : riz parfumé du Cambodge sauté à l’œuf de cane, aux légumes et herbes, sauce de poisson et poivre de Kampot. Il accompagne les grillades et crudités.

- Baï chhar prahok (បាយឆាប្រហុក) : riz parfumé du Cambodge sauté au prahok, kroeung, lait de coco, crustacés, poivre de Kampot, légumes, mangue mûre caramélisée dans son jus, servi avec des crudités.

- Bobor sar (បបរស) : soupe de riz parfumé blanc nature servi avec du poisson séché salé (trey nheat, ត្រីងៀត), du poisson gras salé (trey saoy, ត្រីស្អុយ), de l’œuf de cane salé (pong tea praï, ពងទាប្រៃ), de l'ail vinaigré sucré et du radis séché sucré.

- Bobor chheam chruok (បបរឈាមជ្រូក) : soupe de riz parfumé blanc à la poitrine et au sang de porc cuit; dans un bouillon de bâtonnets de citronnelle, sauce de poisson, sucre de palme, feuilles de citron kaffir, oignon blanc, jicama et galanga. À servir avec du poivre de Kampot, du jus de citron, de graines de soja salé, chou blanc ou rouge râpé, pousses de haricot mungo (soja), coriandre, cébette et ciboule.

- Baï sach chruok : brisures de riz parfumé du Cambodge, porc mariné au lait de coco, omelette, légumes fermentés en saumure.

- Baï chhar lok lak (បាយឆាឡុកឡាក់) : riz parfumé du Cambodge sauté à la tomate concentrée ou coloré au jaune d'œuf, viande de bœuf (entrecôte) marinée au poivre de Kampot, sauce d'huître, sauce de poisson, sauce de soja noire épaisse, sucre de palme.

Si son origine reste incertaine (khmer krom ou viêt/kinh), le plat est bien d'inspiration han chinoise et est plus présent sur la table des Khmers de Thaïlande, du Cambodge et du Sud-Vietnam. Le lok lak khmer comporte obligatoirement un œuf dur, brouillé ou au plat, du cresson et de la sauce au poivre de Kampot, sel et citron (teuk merech, ទឹកម្រេច) servi à côté.

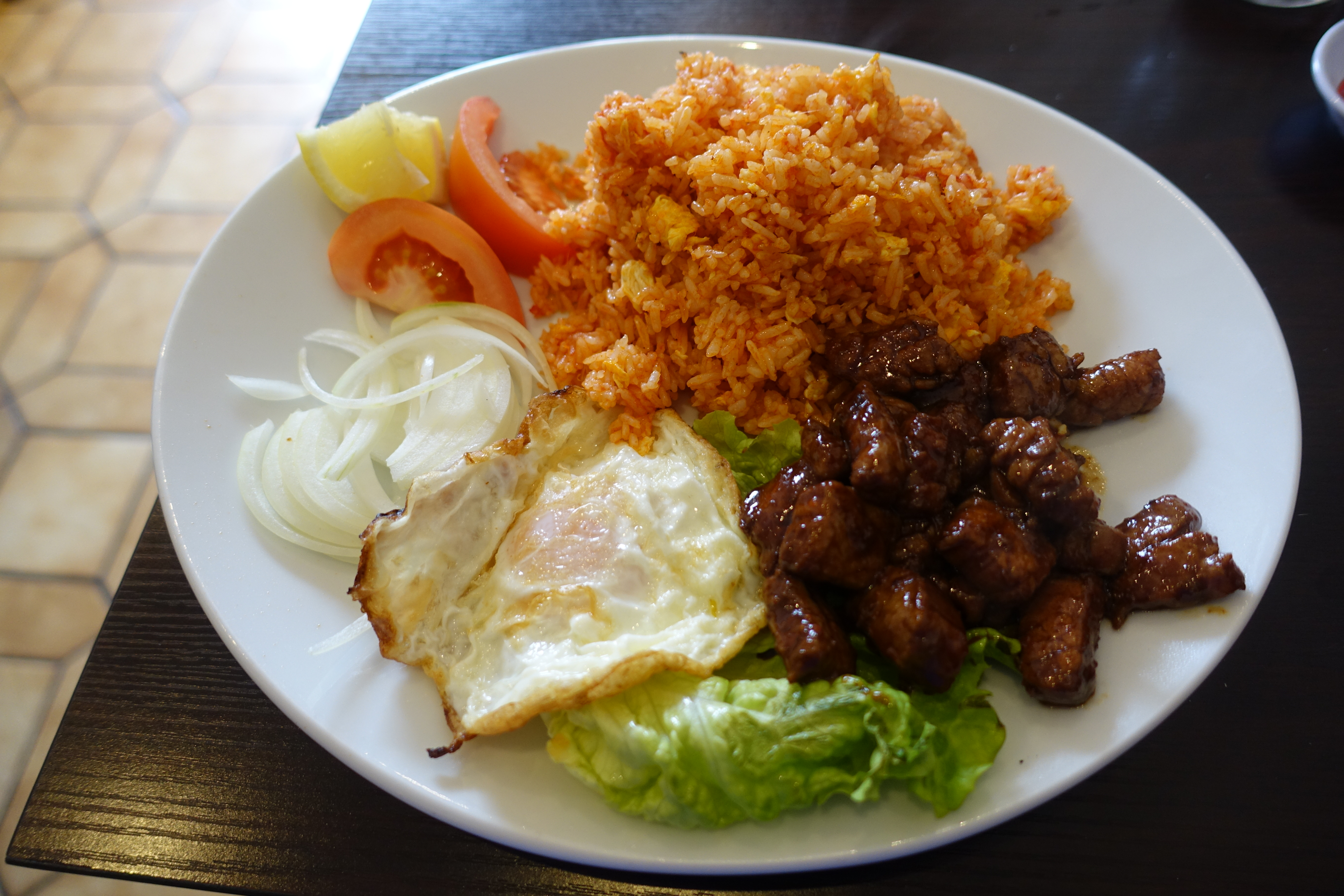
Le baï chhar lok lak khmer (បាយឆាឡុកឡាក់).

Le bò lúc lắc viêt/kinh ne contient pas d’œuf et est servi avec de la salade et de la sauce de poisson sucrée-vinaigrée.

## Nouilles
- Nom banhchok samlor khmer (នំបញ្ចុកសម្លរខ្មែរ): soupe de vermicelles de riz fermenté fins et tendres avec un bouillon à base de poisson d'eau douce, prahok, lait de coco, Boesenbergia rotunda pilé, citronnelle, galanga, feuilles de citron kaffir et kroeung avec beaucoup d'ail. Accompagnée de fleurs de bananier, fleurs de Sesbania bispinosa, fleurs de Sesbania grandiflora, tiges de nymphéacées, aneth, haricots kilomètre, chou blanc ou rouge râpé, concombre en julienne, menthe, jus de citron. Dans le nord-ouest du pays, le plat est accompagné de sauce de tamarin sucrée au lait de coco et graines de haricot mungo grillées (teuk ampreuk).

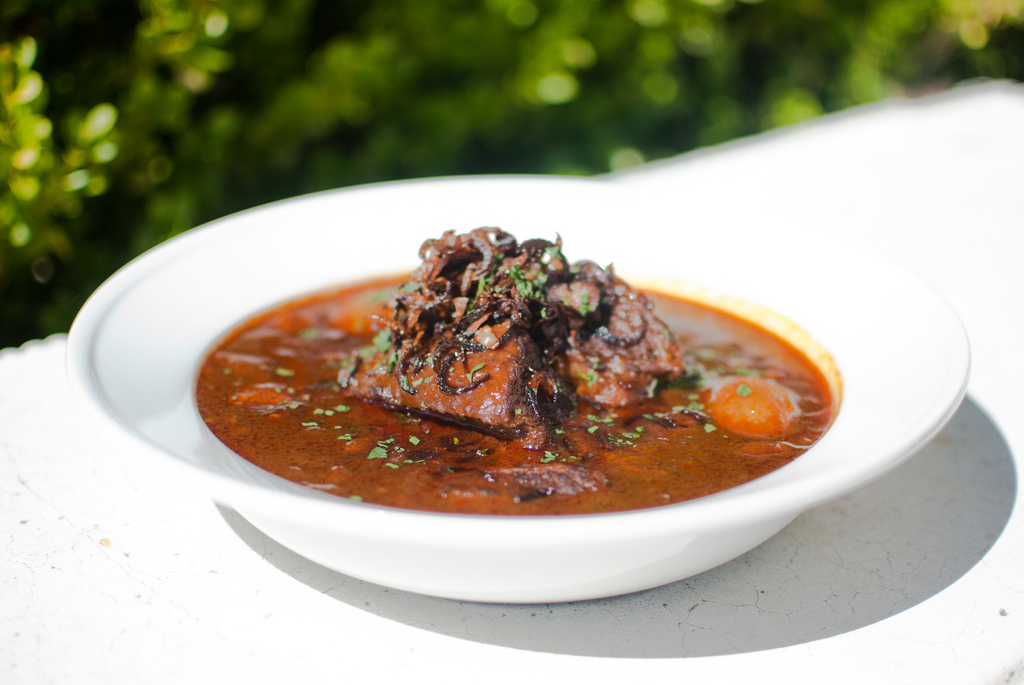
Khor ko ខគោ, ragoût de boeuf-carottes-radis daïkon aux cinq épices chinoises.

- Nom banhchok samlor cari khmer នំបញ្ចុកសម្លរការីខ្មែរ: soupe de curry khmer avec lait de coco à la volaille (canard ou coq), taro ou igname, patate douce orange, pousses de bambou et haricots kilomètre. Servi avec du jus de citron et concombre en julienne. Version avec les vermicelles de riz fermenté fines: nom banhchok.

- Chhar mee suor (ឆាមីសួ) ou chhar tanghon (ឆាតាំងហុន): vermicelles transparents à la farine de haricots mungo ou de manioc (tapioca) sautés au hachis de porc, crevettes, champignons noirs, feuilles de soja, fleurs de lys séchées et coriandre. Il existe une variante aux crevettes, légumes et lait de coco. Plat surtout cuisiné lors du Pchum ben, la fête des Morts.

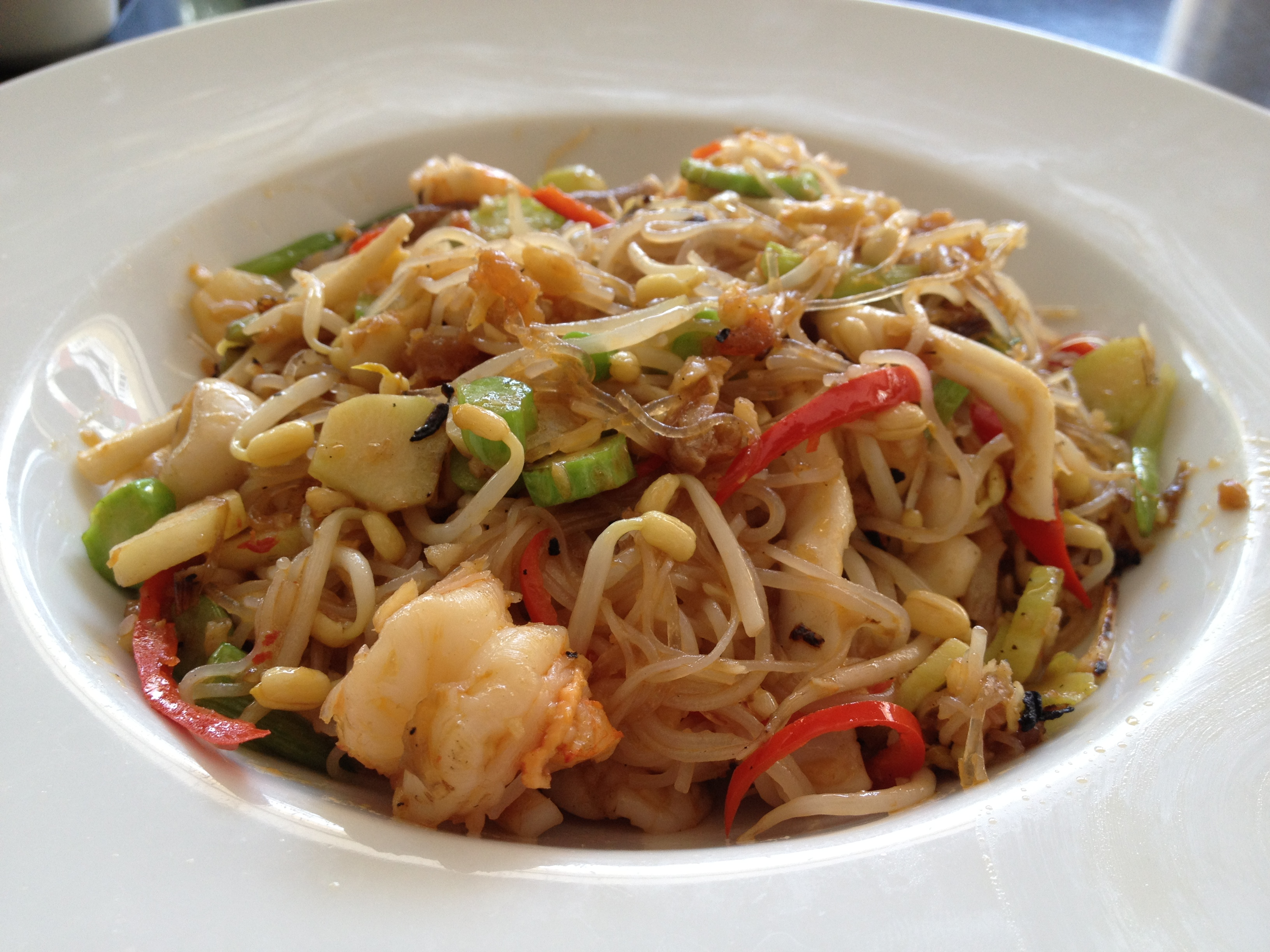
Chhar mee suor ឆាមីសួ ou chhar tanghon ឆាតាំងហុន, vermicelles transparents; variante aux crevettes et lait de coco.

- Kuyteav Phnom Penh (គុយទាវភ្នំពេញ;  teochew: 金邊粿條): soupe de nouilles de riz des Cambodgiens han chinois, crée à Phnom Penh, au bouillon d'os et viande de porc, radis daïkon, sucre cristal de canne, radis séché sucré, oignon blanc, sauce de poisson, crevettes séchées et calamar séché. Accompagnée de viande, cœur et foie de porc en tranches, porc haché, crevettes, œuf de caille, pousses de haricot mungo (soja), cébette, jus de citron, poivre de Kampot et huile de piment teochew.

- Kuyteav khor ko (គុយទាវខគោ): soupe de nouilles de riz han chinoise du dialecte teochew au ragoût de bœuf, cinq épices chinoises, chair de tomates, carottes et radis daïkon. Adapté au goût des Khmers, le bouillon inclut de l'anis étoilé, des bâtons de cannelle, des bâtonnets de citronnelle, du galanga et des feuilles de citron kaffir. Elle est servie avec des herbes aromatiques. Au Vietnam, le plat se traduit en bò kho.

- Nom banhchok samlor cari saraman (ការីសារ៉ាម៉ាន់): soupe de curry cham avec lait de coco à la viande de bœuf, d'agneau ou de chèvre, servi avec crudités. Version avec les vermicelles tendres khmères à base de farine de riz fermenté fines à la pâte pilée នំបញ្ចុក: nom banhchok.

- Lot chhar (លតឆា; hakka: 米筛目; 米篩目): pâtes  han chinoises du dialecte hakka en forme de queue de rat de la ville-préfecture de Meizhou, à la farine de riz et tapioca (manioc) façonnées à la main ou grâce à une râpe spéciale, sautées à la sauce de soja sucrée, poivre de Kampot, aux feuilles d'ail, pousses de haricots mungo (soja), un œuf au plat et servi avec de la sauce de poisson sucrée-vinaigrée.

- Mee kola (មីកុឡា), parfois retranscrit kuyteav kola (គុយទាវកុឡា): nouilles de riz kola à la sauce de soja sucrée cuites à la vapeur, aux crevettes séchés pilées, œuf de cane dur, du tofu de pois chiche shan, tohu thoke ou tofu de soja frit, légumes marinés, sauce de soja sucrée-citronnée et ail frit.

- Mee siem (មីសៀម): vermicelles frits de riz fermenté fins nom banhchok (នំបញ្ចុក) au porc haché, crevettes, calamars séchés, ail, tofu frit, feuilles d'ail, pousses de soja, poivron, échalotes, ciboule et sauce de graines de soja pilées au vinaigre, sucre de palme et pâte de piments séchés. Plat crée dans la province de Battambang et d'inspiration siamoise/thaï.

- Nom banhsong (នំបាញ់ស៊ុង) appelé banh sung par les Sino-Cambodgiens: vermicelles de riz fermenté épais et tendres aux rouleaux frits nem chean (ណែមចៀន), aux filaments de porc ou poulet rousong, abats laqués phak leuw (ផាក់ឡូវ) ou autres morceaux d'une de ces deux viandes possibles. Accompagnement: concombre, salade, oseille, feuilles d'Eryngium foetidum, menthe, cébette, basilic thaï, Perilla frutescens, sauce de poisson au sucre de palme, jus de citron teuk trey p'haem (ត្រីទឹកផ្អែម) garni d'ails frits, cacahuètes grillées et lait de coco.

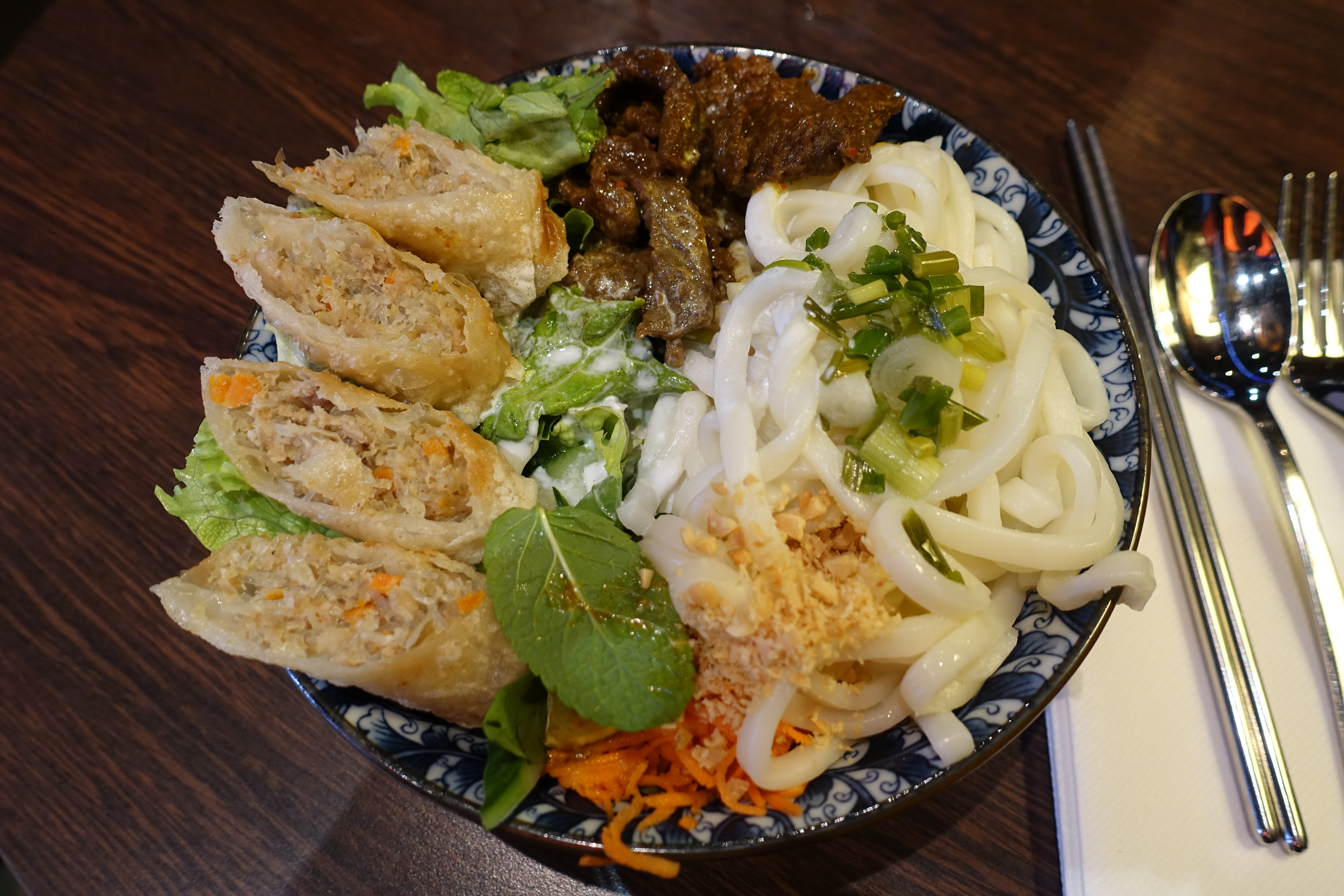
Nom banhsong (នំបាញ់ស៊ុង), vermicelles de riz fermenté aux nems, rousong, viande et lait de coco.

## Salades
- Plea sach ko (ភ្លាសាច់គោ): salade de bœuf cru mariné au jus de citron vert, citronnelle, galanga, ail, feuilles de citron kaffir, prahok, aubergines pommes, céleri. Servir avec crudités et herbes aromatiques. Il y a aussi sa variante, le plea trey: la salade de poisson cru.
- Bok lahong (បុកល្ហុង): salade de papaye verte et orange pilée, à l'ail, aux petits crabes salés en saumure, à la pâte de crevettes, prahok, tomates mûres, haricots kilomètre, aubergines pommes, jus de citron vert, sucre de palme et herbes aromatiques.
- Nhoam (ញាំ): salade avec de la viande cuite de son choix ou fruits de mer cuits. On utilise un fruit comme la mangue verte, le pomelo, etc.; ou un légume comme le chou vert/rouge, le poivron,...; mais également de feuilles de margousier nhoam sdaw ញាំស្តៅ.

- Nem chaw (ណែមឆៅ): les rouleaux de printemps khmers à la viande de son choix, salade, herbes aromatiques, fruit, légume(s) et ail frit. Dans la recette originale, il n'y a pas de vermicelles tendres de riz fermenté. On les accompagne de sauce de poisson sucrée-citronée teuk trey p'haem; sauce de tamarin à la coco et graines de haricot mungo teuk ampreuk. Mais également de sauces à l'ananas, la mangue ou l'igname rouge.

## Grillades, Fritures
- Trey aing (ត្រីអាំង) : poisson grillé servi au choix avec de la salade de mangue verte nhoam swaï ; de la sauce au tamarin mûre teuk ampeul et pâte de tamarin vert pilé bok ampeul ; de la sauce teuk trey Koh Kong ; de la salade fermentée en saumure appelée chruok à la feuille de moutarde ou aux pousses de haricots mungo ou aux  carottes, gingembre, concombre, chou-fleur, radis.

- Trey chean (ត្រីចៀន) : poisson frit.

- Kangkep bok (កង្កែបបោក) : grenouille farcie.

- Slap moan bok (ស្លាបមាន់បោក) : aile de poulet farcie.

- Sach ko changkak (សាច់គោចង្កាក់) : brochette de bœuf au kroeung et lait de coco. On peut aussi utiliser de la viande d'agneau ou de chèvre.

- Kwa ko (ខ្វាគោ) : saucisse acidulée-fermentée de bœuf au vin de palme infusé à la cannelle et à l'anis étoilé, riz parfumé blanc cuit et émietté, galanga, gousses d'ail hachées et gros sel.

- Nom kapong (នំកំប៉ុង ; vietnamien : bánh cống) : beignets khmer krom cuits dans un godet, au taro ou jicama, porc haché, lait de coco, farine de riz, haricots mungo et poivre de Kampot, garnis d'une crevette. On le consomme avec des feuilles de chou ou de la salade, de l'oseille, des herbes aromatiques et de la sauce teuk trey pha'em. Originaire de la province de Sóc Trăng (ស្រកឃ្លាំង ; Srok Khleang).

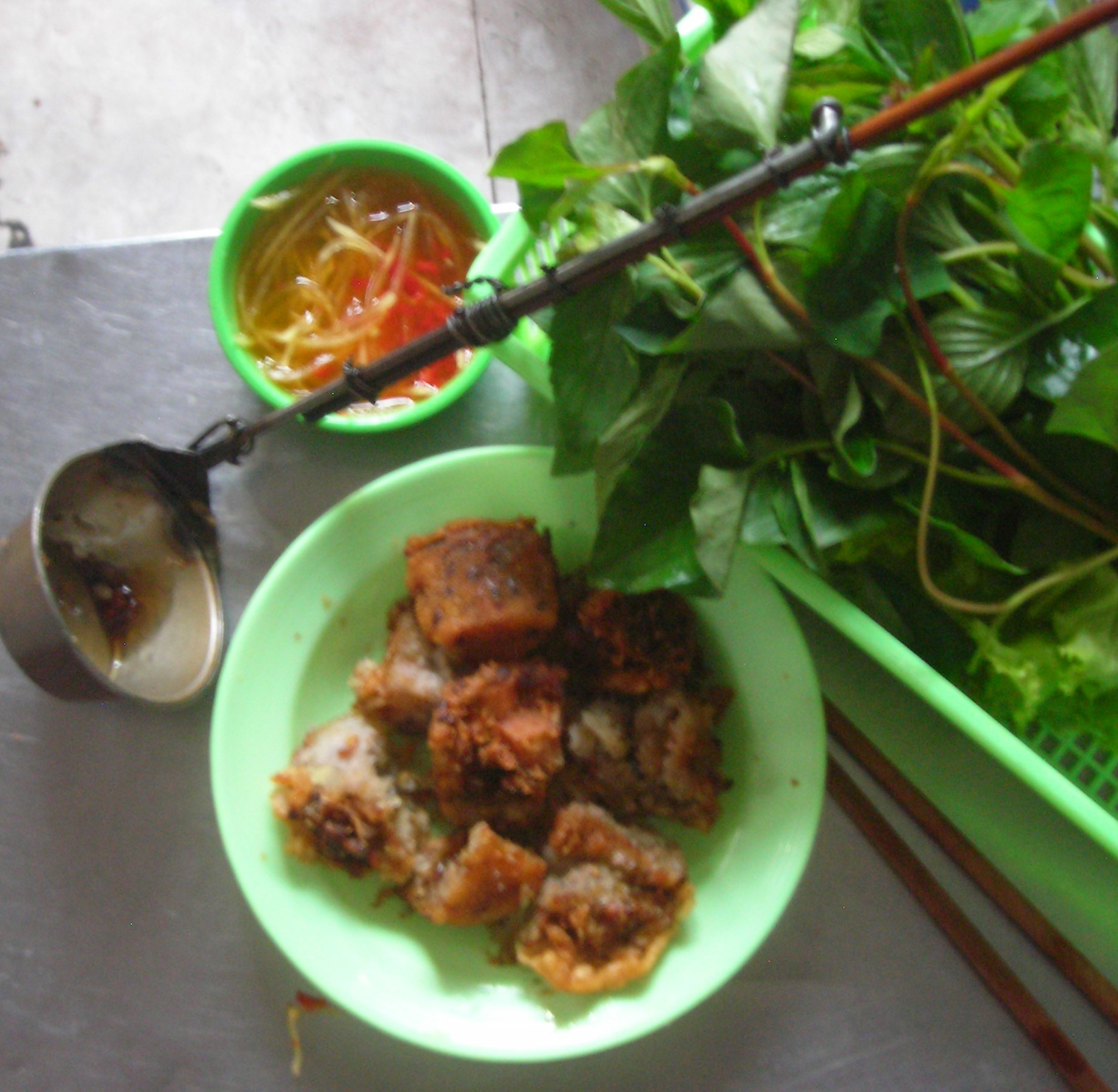
Une assiette de នំកំប៉ុង Nom kapong ou Bánh cống vendu dans un restaurant Khmer krom à Ho Chi Minh Ville.

- Nem chean (ណែមចៀន) : les nems khmers sont des rouleaux de galettes de riz frits, farcis au porc, taro ou jicama, chou blanc, champignons du Cambodge (au choix), poivre de Kampot, ail, citronnelle, cébette, sauce de poisson et sucre de palme. La variante aux crabes et crevettes comprend du lait de coco, de la chayote, des pousses de bambou, le même assaisonnement, puis est farcie dans des fleurs de courges ou de courgettes, avant d'être disposée dans les galettes de riz. Consommés seuls avec salade, oseille, herbes aromatiques et sauce teuk trey pha'em ; ou rentrant dans la composition du nom banhsong.

## Mets sucrés
- Sangkya lepew (សង់ខ្យាល្ពៅ): flan au lait de coco cuit dans une citrouille.
- Krolan (ក្រឡាន): riz gluant sucré au lait de coco et haricots mungo cuit dans une tige de bambou.
- Nom ansom cheik (នំអន្សមចេក): papillote de banane et de riz gluant sucré au lait de coco et haricot mungo, le tout enveloppé dans des feuilles de bananier.
- Bobor cheik: lait de coco, perles de tapioca et banane.
- Bay teneup svay: riz gluant sucré au lait de coco et mangue.
- Bay teneup teurine: riz gluant sucré au lait de coco et durian.
- Tapae: riz gluant rouge sucré et alcoolisé.

### Filmographie
- Le Repas des ancêtres, film de Jacques Deschamps, CNRS images, Meudon, 1994, 26 min (DVD)